# لين مايلز
لين مايلز هي موسيقية وكاتبة غنائية وعازفة قيثارة ومغنية كندية، ولدت في القرن العشرين في كووانسفيل في كندا.

## وصلات خارجية
- الموقع الرسمي
- لين مايلز على موقع IMDb (الإنجليزية)
- لين مايلز على موقع ميوزك برينز (الإنجليزية)
- لين مايلز على موقع أول ميوزيك (الإنجليزية)
- لين مايلز على موقع ديسكوغز (الإنجليزية)